# Стайира
Стайира (греч. Στάγιρα ή Στάγειρα) — деревня в Греции. Расположена на высоте 510 м над уровнем моря, к югу от гор Стратоникон на полуострове Халкидики. Названа по имени древнего города Стагира, родины Аристотеля, руины которой находятся у деревни Олимпиас. Площадь 43,271 км². Население 352 человека по переписи 2011 года.
До 22 января 1924 года (ΦΕΚ 5Β) деревня называлась Казандзи-Махалас (Καζαντζή-Μαχαλάς). В 1924 году деревня получила название Стагира (Στάγειρα). В 1940 году написание названия изменено Στάγιρα.
18 июля 1920 года (ΦΕΚ 158Α) создано сообщество (Κοινότητα Καζαντζή Μαχαλά). 22 января 1924 года (ΦΕΚ 5Β) сообщество переименовано в Стайира.

## Население
| Год  | Население, человек |
| ---- | ------------------ |
| 1991 | 446                |
| 2001 | 369                |
| 2011 | ↘ 352              |